# Rani Mukerji

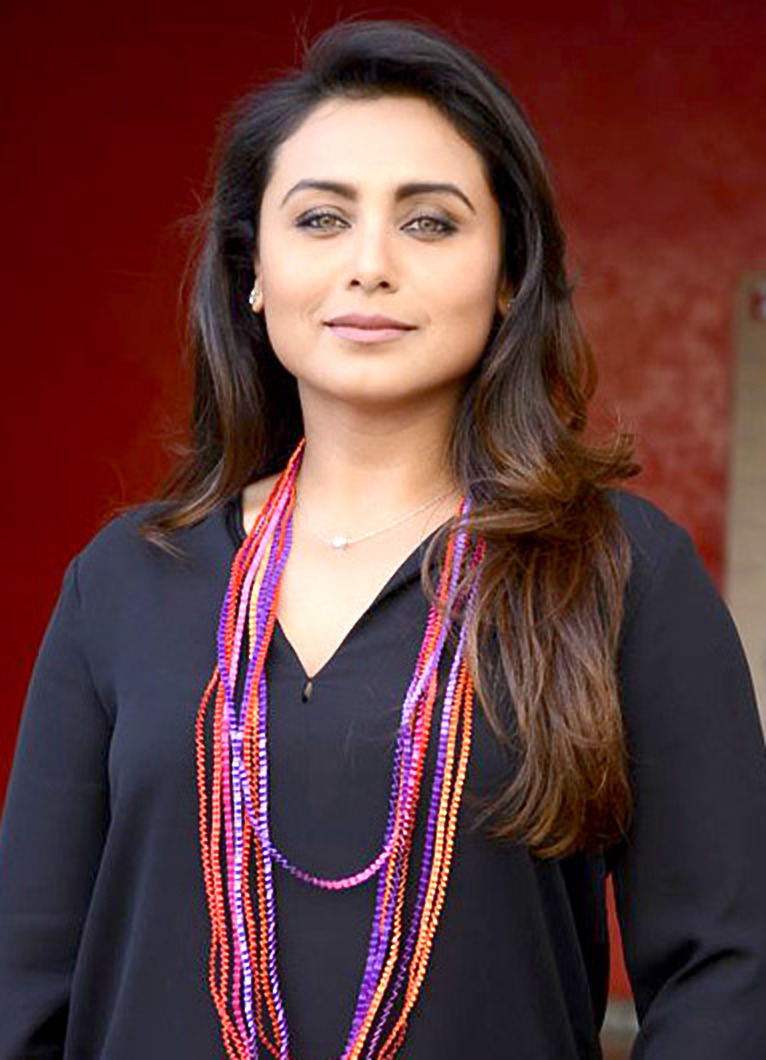
Rani Mukerji 2018

Rani Mukerji (frühere Schreibweise Mukherjee; Hindi रानी मुखर्जी Rānī Mukharjī; * 21. März 1978 in Mumbai) ist eine indische Schauspielerin.
Durch ihre Bollywood-Karriere ist sie eine Berühmtheit Indiens geworden. Sie gewann mehrere Preise, einschließlich sieben Filmfare Awards. Ihre Rollen in frauenorientierten Filmen trugen maßgeblich dazu bei, das Konzept der Hindi-Filmheldin zu ändern.
Obwohl Mukerji in eine Familie hineingeboren wurde, die seit mehreren Generationen im indischen Filmgeschäft tätig ist, zog sie den Beruf der Schauspielerin ursprünglich nicht in Betracht. Als Teenager trat sie als Nebendarstellerin in dem Film ihres Vaters Biyer Phool (1996) auf und akzeptierte später die Hauptrolle in dem Film Raja Ki Aayegi Baraat (1997) auf den Wunsch ihrer Mutter.
Anschließend begann sie ihre Karriere als Vollzeitschauspielerin und erntete breite Anerkennung für ihre Nebenrolle in dem romantischen Film Kuch Kuch Hota Hai – Und ganz plötzlich ist es Liebe (1998).
Nach diesen anfänglichen Erfolgen folgten drei Jahre, in denen Mukerjis Filme im breiten Publikum nicht gut ankamen.
Erst mit der Zusammenarbeit mit Yash Raj Films in dem Drama Saathiya – Sehnsucht nach dir (2002) bekam Mukerji Schwung in ihre Karriere.
2004 etablierte sich Mukerji als eine führende Schauspielerin in Bollywood, mit Rollen in den romantischen Komödien Hum Tum – Ich & du, verrückt vor Liebe und in den Dramen Yuva und Veer und Zaara – Die Legende einer Liebe. Sie erntete weiteres Lob für ihren Charakter als taube, blinde und stumme Frau in dem Drama Black (2005) und als unglücklich verheiratete Frau in Kabhi Alvida Naa Kehna – Bis dass das Glück uns scheidet (2006).
Anschließend arbeitete Mukerji mit Yash Raj Films an mehreren erfolglosen Filmen, welche zu der Kritik führten, sie wähle schlechte Rollen und trete stets mit denselben Schauspielern als Paar auf. Der halbbiografische Thriller No One Killed Jessica (2011) erwies sich als ihr erster Kassenerfolg nach vier Jahren, gefolgt von dem erfolgreichen Thriller Talaash: The Answer Lies Within (2012) und dem Actionkrimi Mardaani (2014).
Zusätzlich hat sich Mukerji in mehreren humanitären Wohltätigkeitsorganisationen engagiert und machte auf die Probleme von Frauen und Kindern aufmerksam. Sie nahm an Konzertreisen und Shows teil. 2009 wirkte sie als Jurymitglied in der Tanz-Show Dance Premier League mit.
Nach der Eheschließung 2014 mit Aditya Chopra ist sie für die kreative Gestaltung in seiner Firma Yash Raj Films verantwortlich.

## Frühe Jahre
Rani Mukerji wurde am 21. März 1978 in Mumbai in eine bengalische Familie geboren, die schon lange in der Filmindustrie tätig ist. Ihr Vater, Regisseur und Gründer des Filmalaya Studios Ram Mukherjee, hörte vor der Geburt seiner Tochter auf, Filme zu drehen, sodass Rani Mukerji in ihren jungen Jahren nicht mit der Filmindustrie in Kontakt kam. Ihre Mutter Krishna war eine Playbacksängerin.
Mukerjis Bruder Raja Mukherjee arbeitet als Produzent und Regisseur. Krishna Mukerjis Schwester ist die National Award Gewinnerin Debashree Roy. Kajol, eine bekannte Schauspielerin in Indien, wie auch Kajols Schwester Tanishaa Mukerji, sind ihre Cousinen väterlicherseits zweiten Grades. Auch ihr Cousin Ayan Mukherjee ist als Regisseur in der Filmbranche tätig.
Obwohl es viele Schauspieler in ihrer Familie gab, zog Mukerji eine Karriere als Schauspielerin zunächst nicht in Betracht. Sie sagte: „Es gab schon zu viele Schauspieler zuhause. Ich wollte jemand anders sein.“
Nach ihrem Besuch an der Maneckji Cooper High School in Juhu machte sie an der SNDT Women’s Universität in Mumbai ihren Abschluss in Hauswirtschaft. Mukerji ist seit der zehnten Klasse eine ausgebildete Odissi-Tänzerin.
Seit dem 21. April 2014 ist sie mit dem indischen Yash-Raj-Films-Regisseur, -Drehbuchautor und -Produzenten Aditya Chopra liiert. Sie heirateten in Cortona, einer Stadt in Italien, im engsten Familien- und Freundeskreis. Am 9. Dezember 2015 wurde ihre gemeinsame Tochter Adira geboren. Ihren Nachnamen änderte sie aus formalen Gründen von Mukherjee zu Mukerji und behielt ihn nach ihrer Eheschließung vorläufig bei, da man sie als Rani Mukerji im Gedächtnis hat.

## Karriere

### Karrierebeginn (1997–1999)
Ihr erster veröffentlichter Film ist Biyer Phool, ein bengalischer Film aus dem Jahr 1996, der von ihrer Familie produziert wurde, aber keine Aufmerksamkeit erlangte. Zuvor, im Jahre 1994, bot Salim Akhtar, ein Freund der Familie, ihr eine Rolle in seinem Film Aa Gale Lag Jaa an, jedoch lehnte sie auf Wunsch ihres Vaters ab.
Er war der Meinung, dass seine Tochter noch zu jung für die Filmindustrie wäre. Urmila Matondkar bekam anschließend die Rolle in Salim Akhtars Film. In Raja Ki Aayegi Baraat (1997) sammelte Mukerji ihre ersten schauspielerischen Erfahrungen. Sie spielt die Rolle der Grundschullehrerin Mala, die vergewaltigt wird, als sie die Liebe eines Mannes nicht erwidert. Mala zieht vor Gericht und verlangt, dass ihr Vergewaltiger sie heiratet, weil ein vergewaltigtes Mädchen in Indien keine Chance mehr auf eine Heirat hat. Auf Wunsch ihrer Mutter wirkte sie in diesem Film mit. Der Film scheiterte so sehr, dass die Schauspielerin bereit war, auf eine weitere Karriere zu verzichten.
Shah Rukh Khan empfahl Mukerji jedoch an Karan Johar für die Rolle der Tina Malhotra in Kuch Kuch Hota Hai – Und ganz plötzlich ist es Liebe (1998), nachdem er sie in dem Trailer für den Film Raja Ki Aayegi Baraat gesehen hatte. Doch Karan zog sie vorerst nicht in Erwägung, da sie nicht westlich genug für ein Mädchen aus England aussah. Er änderte seine Meinung, als andere Schauspielerinnen, darunter Aishwarya Rai und Twinkle Khanna, sein Angebot ablehnten. Mukerji wurde über Nacht ein Star und bekam ihren ersten Filmfare Award für die beste Nebendarstellerin.
Aamir Khan empfahl Mukerji Vikram Bhatt für eine Rolle in Ghulam (1998), nachdem er sie ebenfalls in ihrem Debüt-Film gesehen hatte. Sie konnte die Aufmerksamkeit des Publikums auf sich ziehen. Ihre Stimme wurde synchronisiert, da der Regisseur der Meinung war, dass Mukerjis Stimme zu ihrer Rolle als Alisha nicht passen würde.
Im darauffolgenden Jahr hatte sie einen Tanzauftritt im Film Mann zu dem Lied Kali Nagin Ke Jaise gemeinsam mit dem Hauptdarsteller Aamir Khan.
In Sohail Khans zweiter Produktion teilte sich Mukerji 1999 die Leinwand mit seinem älteren Bruder Salman Khan in der Komödie Hello Brother, in der auch Arbaaz Khan, Salmans und Sohails großer Bruder, mitspielt.

### Anfängliche Erfolge (2000–2003)

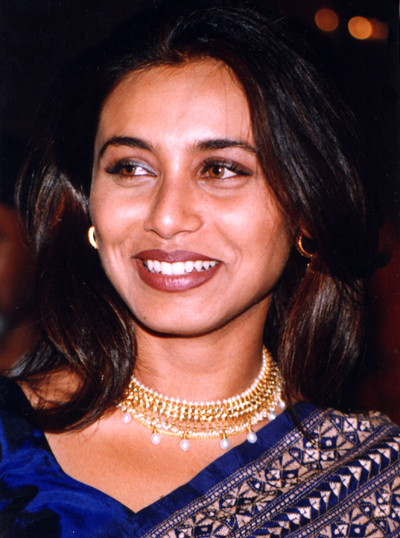
Rani Mukerji während der Audio Premiere von Chori Chori Chupke Chupke 2001

2000 beschloss Mukerji, nicht mehr die „typische Hindi-Film-Heldin“ zu spielen, und unterzeichnete Verträge für Action-Drama-Filme wie Badal und Bichhoo, die neue Herausforderungen für sie waren, an der Seite von Bobby Deol. Von den vier weiteren Filmen, in denen Rani Mukerji 2000 mitwirkte, bekam der bilinguale Film Hey Ram – Augenblicke der Zärtlichkeit, der teilweise eine fiktive Darstellung Mahatma Gandhis Ermordung ist, die meiste Aufmerksamkeit. Mukerji verkörperte den Charakter Aparna Ram, eine bengalische Schullehrerin, die vergewaltigt und anschließend während der Ausschreitungen in Kalkutta ermordet wird. Für ihre Rolle lernte sie Tamil sprechen.
An der Seite von Salman Khan und Preity Zinta spielte Mukerji in Chori Chori Chupke Chupke und Har Dil Jo Pyar Karega.... Im erfolgreichen Film In guten wie in schweren Tagen konnte sie mit einem Gastauftritt wieder die Zuschauer begeistern.
Mani Ratnams tamilischer Film Alaipayuthey wurde in der Hindi-Fassung unter dem Yash-Raj-Films-Banner als Saathiya – Sehnsucht nach dir veröffentlicht, mit Mukerji und Vivek Oberoi in den Hauptrollen. Rani konnte ihren ersten Kritikerpreis für die beste Darbietung bei den Filmfare Awards gewinnen.
Im August 2002 erschien Beste Freunde küsst man nicht!, ein weiterer Yash-Raj-Films-Film, in dem sie Pooja, das Mädchen von nebenan spielt. Hrithik Roshans Charakter Rohan zieht nach England und möchte mit E-Mails seine Freundschaft mit Tina aufrechterhalten. Tina, die von Kareena Kapoor gespielt wird, möchte sich nicht damit beschäftigen, und so kommt es dazu, dass Rohan irrtümlich denkt, dass er mit Tina korrespondiert. Pooja, die heimlich seit ihrer Kindheit in ihn verliebt ist, verrät es ihm nicht.

### Internationaler Erfolg (2004–2006)
Den Anfang des Jahres 2004 kennzeichnete ein erfolgreicher Abschnitt in Mukerjis Karriere. Fast jedes Projekt mit Rani in der Hauptrolle wurde ein Hit. Für ihre Rolle in Mani Ratnams Yuva konnte sie gemeinsam mit Abhishek Bachchan wieder Auszeichnungen entgegennehmen. In dem erfolgreichen Film Veer und Zaara – Die Legende einer Liebe, in dem Yash Chopra Regie führte, spielte Mukerji neben Shah Rukh Khan und Preity Zinta eine Anwältin, die den pakistanischen Gefangenen Veer Prataph Singh verteidigt und ihn mit seiner Liebe zusammen bringt. Im Yash-Raj-Films-Gaunerfilm Bunty Aur Babli war sie mit Abhishek Bachchan auf Raubzug. Als Babli konnte sie die Kritiker auf ihre Seite ziehen und all diese Filme wurden Kassenerfolge. In Kunal Kohlis romantischem Liebesfilm Hum Tum – Ich & du, verrückt vor Liebe mit Saif Ali Khan wurde sie mit dem Award für das beste Pärchen ausgezeichnet. Mukerji ist bis dato die einzige Schauspielerin, die sowohl den Filmfare Award für die Beste Hauptdarstellerin und Beste Nebendarstellerin – für ihre Darbietungen in Hum Tum – Ich & du, verrückt vor Liebe und Veer und Zaara – Die Legende einer Liebe – im selben Jahr gewann. Auch ihre Darstellung in Mangal Pandey und Die Schöne und der Geist an der Seite der beiden großen indischen Schauspieler Aamir Khan und Shah Rukh Khan sind beachtenswert. Für ihre Rolle in der Helen-Keller-Verfilmung Black konnte sie großen Kritikerzuspruch erfahren. Black hält den Rekord mit elf Filmfare Awards in den wichtigsten Kategorien; bester Film, bester Regisseur, beste Schauspielerin und bester Schauspieler.

### Professioneller Rückschlag (2007–2010)

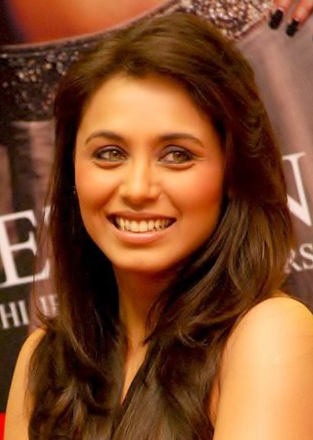
Rani Mukerji auf einem Event für Dil Bole Hadippa 2009

Nach dem Misserfolg von Baabul unterzeichnete Mukerji für Siddharth Anands Familiendrama Papa gibt Gas – Eine Familie ist nicht zu stoppen. Saif Ali Khan in der Rolle eines populären Rennfahrers verliert seine Existenzgrundlage und versucht seine Frau, Mutter von zwei Kindern, durchzubringen. Mukerji spielte zum ersten Mal die Rolle einer Mutter und modellierte ihren Charakter nach ihrer eigenen Mutter. Der Film wurde ein kommerzieller Erfolg, erhielt jedoch gemischte Reaktionen von Kritikern, da die Charaktere eher „oberflächlich und langweilig“ seien, so Rajeev Masand. Daraufhin arbeitete sie 2007 wieder mit dem Regisseur Sanjay Leela Bhansali in Saawariya, wofür Bhansali eine künstliche Stadt errichten ließ. Mukerji spielte die Nebenrolle der Prostituierten Gulabji, die die Liebesgeschichte von dem Sänger Ranbir Raj und der geduldigen Sakina, die auf ihren geliebten Imaan wartet, wiedergibt. Die Cousinen Ranbir Kapoor und Sonam Kapoor gaben ihr Debüt in diesem Film. Auch Salman Khan erschien in einer kleinen Rolle als Imaan. Der Film konnte sich beim Publikum nicht durchsetzen, doch die Kritiker erkannten das Talent der beiden Kapoors.
2009 spielte Mukerji zusammen mit Shahid Kapoor in Mein Herz ruft nach Liebe – Dil Bole Hadippa!, der bei den Zuschauern nicht gut ankam, wie zuvor Papa gibt Gas – Eine Familie ist nicht zu stoppen (2007) und Thoda Pyaar Thoda Magic (2008) an der Seite von Saif Ali Khan in Zusammenarbeit mit Yash Raj Films.

### No One Killed Jessica bis Mardaani (2011–2014)
Nach zwei Jahren, im Januar 2011, war sie neben Vidya Balan in dem Thriller No One Killed Jessica zu sehen, der auf einer wahren Begebenheit beruht, und bekam einen Filmfare Award für die Beste Nebendarstellerin verliehen. Mukerji verkörperte die draufgängerische Journalistin Meera Gaity, die sich für die Gerechtigkeit im Fall Jessica Lall einsetzt.
Filmkritikerin Aniruddha Guha beschrieb die Leistung von Mukerji in No One Killed Jessica als eine ihrer besten Leistungen. Der Film war der erste kommerzielle Erfolg von Mukerji seit Ta Ra Rum Pum und fiel besonders auf, da er trotz der Abwesenheit eines prominenten männlichen Schauspielers erfolgreich war. Um den Film zu vermarkten, spielte sie die Rolle von Meera Gaity in der C.I.D.-Fernsehreihe.

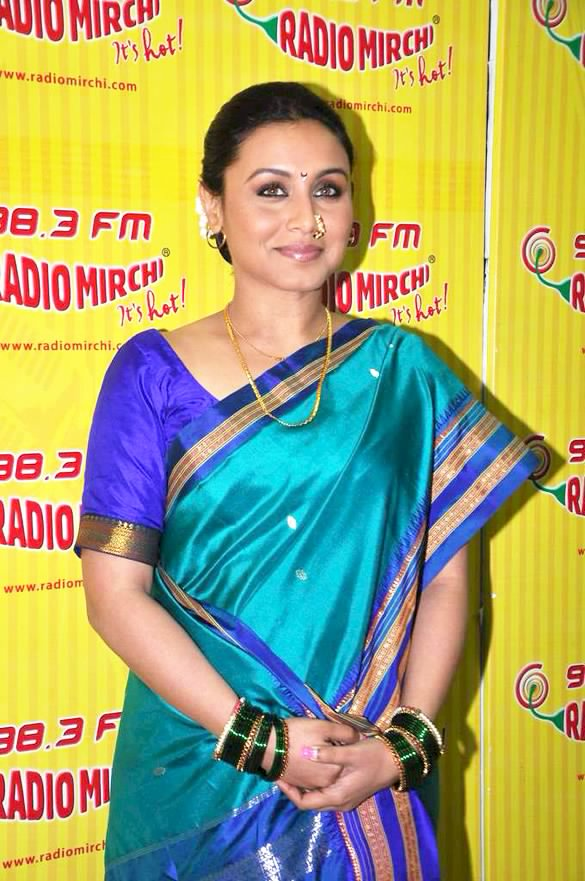
Rani Mukerji bei einem Event für Aiyyaa 2012

Meenakshi und der Duft der Männer (Aiyyaa) erschien im Oktober 2012, floppte an den Kinokassen, und auch bei den Kritikern fand Mukerji keine Anerkennung. Sie spielte die verträumte Meenakshi Deshpande, die sich in einen jungen Kunststudenten verliebt, der ihre Existenz anscheinend nicht wahrnimmt. Der südindische Schauspieler Prithviraj machte mit diesem Film sein Debüt im Hindi-Film. Mukerji begründete den Film damit, dass sie etwas Neues ausprobieren wollte, und war sich bewusst, dass sie ein Risiko eingehen würde. In dem Mystery-Thriller Talaash: The Answer Lies Within (2012) konnte sie sich, neben Aamir Khan und Kareena Kapoor, als trauernde Mutter beweisen, und gewann Awards für die Beste Nebendarstellerin.
2013 war sie in dem vierteiligen Kurzfilm Bombay Talkies zu sehen unter der Regie von Karan Johar, mit dem sie zuletzt 2006 in Kabhi Alvida Naa Kehna – Bis dass das Glück uns scheidet zusammengearbeitet hatte. Die Kurzgeschichte handelt von der Journalistin Gayatri, die einen neuen Mitarbeiter bekommt, der homosexuell ist. An Mukerjis Seite spielt Randeep Hooda ihren Ehemann, der durch den neuen Mitarbeiter entdeckt, dass auch er homosexuell ist und deshalb seine Ehe mit Gayatri nicht funktioniert. Zum 100-jährigen Jubiläum des Hindi-Kinos wurde der vierteilige Film 2013 in Cannes vorgeführt. Mukerji erklärte, sie wolle einen ähnlichen Film wie Dabangg drehen, und realisierte 2014 unter dem Yash-Raj-Films-Banner ihren Wunsch, eine Rolle als Polizistin zu verkörpern. Sie konnte die Zuschauer in Mardaani in dieser Rolle überzeugen, wo sie wieder mit Pradeep Sarkar zusammenarbeitete, nach dem Flop von Laaga Chunari Mein Daag – Der Weg einer Frau (2007). Mardaani erreichte den Hit-Status in weniger als drei Wochen und brachte Mukerji viel Anerkennung von Polizisten und Politikern. Schließlich wurde der Film in den indischen Kinos steuerfrei ausgestrahlt. Der polnische Kameramann, der in Mardaani mitwirkte, machte es möglich, den Film in Polen auszustrahlen. Somit ist Mardaani der erste indische Film, der in Polen eine Premiere hatte. Dafür, dass Mardaani auf den Kinderschwarzhandel aufmerksam macht, wurde Mukerji mit dem National Award ausgezeichnet. Aufgrund ihrer Schwangerschaft legte Rani Mukerji anschließend eine Karrierepause ein.

## Image und künstlerischer Werdegang
Mukerji gehört zu den bekanntesten und bemerkenswertesten Berühmtheiten in Indien; auf dem Höhepunkt ihrer Karriere wurde sie oft als eine der populärsten und attraktivsten indischen Berühmtheiten bezeichnet und war eine der höchstbezahlten Schauspielerinnen Bollywoods. Filmfare zählte sie zwei Jahre (2005–2006) hintereinander zu den „zehn mächtigsten Namen Bollywoods“.

„Einen Monat bevor ich anfange zu drehen, sitze ich mit meinem Regisseur zusammen und versuche zu verstehen, wie er sich den Charakter auf der Leinwand vorstellt, und mache Notizen. Dann beginne ich mit dem Grundlegendsten — am Aussehen zu arbeiten. Es ist sehr wichtig, dass das physische Äußere des Charakters stimmt, weil all dies es glaubwürdiger macht. Sobald das erreicht ist, ergründe ich die feineren Nuancen dessen, wem das Mädchen ähnlich ist, ihren Hintergrund.“

Seit 2007 nimmt Mukerjis Popularität ab, und sie hat ihre Werbepartner an jüngere Schauspielerinnen verloren.
2013 ehrte die amerikanische Botschaft in Indien sie mit einer speziellen Trophäe für ihre Beiträge zum indischen Kino.
2000 wurde in der Schweiz die Dokumentation Bollywood im Alpenrausch gedreht, in der sie zu sehen ist. Nachdem Mukerji 2009 Jurymitglied in ihrer Tanz-Show Dance Premier League gewesen war, wurde sie nach einer Staffel abgesetzt.
1999 trat Mukerji zum ersten Mal an der Seite von Aamir Khan, Aishwarya Rai, Akshaye Khanna und Twinkle Khanna auf der Tour Magnificent Five auf. Während der Temptation 2004 war sie mit Arjun Rampal, Shah Rukh Khan, Saif Ali Khan, Preity Zinta und Priyanka Chopra 19. Mal weltweit auf Tour. Auf der darauffolgenden Tour Temptation 2005 sammelten Shah Rukh Khan, Fardeen Khan, Ameesha Patel und Malaika Arora Khan Geld für behinderte Menschen. 2012 bis 2014 trat Rani Mukerji bei der Fortsetzung Temptation Reloaded in Auckland, Malaysia und Indonesien auf, unter anderem neben Madhuri Dixit, Jacqueline Fernandez, Bipasha Basu, Arijit Singh, Shah Rukh Khan und Yo Yo Honey Singh.

## Humanitäres Engagement
Neben ihrer Karriere ist Mukerji in mehreren humanitären Wohltätigkeitsorganisationen aktiv und thematisierte Probleme von Frauen und Kindern.
Mukerji unterstützte viele Wohltätigkeitsorganisationen mit ihrer Präsenz. Im März 2004 besuchte sie die indische Armee in Pokhran, Rajasthan, um die Jawan-Truppen zu unterstützen, was für die NDTV-Reality-Show Jai Jawan gefilmt wurde.
Im März 2006 feierte Mukerji ihren Geburtstag mit körperlich behinderten Kindern des Helen Keller Instituts; sie hatte zuvor mit ihnen gearbeitet, als sie sich auf ihre Rolle für Black vorbereitete.
Im November 2010 beteiligte sie sich an einer Spendensammlung für die Wohltätigkeitskampagne Because I am a Girl.
2014 nahm Mukerji an einem Wohltätigkeitsessen in London teil, wo sie von Prinz Charles beglückwünscht wurde, da sie durch ihre Arbeit in Mardaani auf Kinderschwarzhandel aufmerksam gemacht habe.

## Auszeichnungen
Für ihre Rollen in Kuch Kuch Hota Hai (1998), Yuva (2004) und No One Killed Jessica (2011) gewann Mukerji in der Kategorie beste Nebendarstellerin den Filmfare-Preis. Zudem wurden ihr die Kritikerpreise als beste Schauspielerin für Saathiya (2002) und Black (2005) verliehen. Den Filmfare-Preis gewann sie für Black und Hum Tum (2004).

## Filmografie
- 1996: Biyer Phool
- 1997: Raja Ki Aayegi Baraat
- 1998: Ghulam
- 1998: Kuch Kuch Hota Hai – Und ganz plötzlich ist es Liebe (Kuch Kuch Hota Hai)
- 1998: Mehndi
- 1999: Hello Brother
- 1999: Mann (Tanzauftritt)
- 2000: Badal
- 2000: Hey Ram – Augenblicke der Zärtlichkeit (Hey Ram)
- 2000: Hadh Kardi Aapne
- 2000: Bichhoo
- 2000: Har Dil Jo Pyar Karega...
- 2000: Kahin Pyaar Na Ho Jaaye
- 2001: Chori Chori Chupke Chupke
- 2001: Bas Itna Sa Khwaab Hai
- 2001: Nayak: The Real Hero
- 2001: In guten wie in schweren Tagen (Kabhi Khushi Kabhie Gham)
- 2002: Pyaar Diwana Hota Hai
- 2002: Chalo Ishq Ladaaye
- 2002: Beste Freunde küsst man nicht! (Mujhse Dosti Karoge!)
- 2002: Saathiya – Sehnsucht nach dir (Saathiya)
- 2003: Lebe und denke nicht an morgen (Kal Ho Naa Ho; Tanzauftritt)
- 2003: Chalte Chalte – Wohin das Schicksal uns führt (Chalte Chalte)
- 2003: Calcutta Mail
- 2003: Chori Chori
- 2003: LOC Kargil
- 2004: Yuva
- 2004: Hum Tum – Ich & du, verrückt vor Liebe (Hum Tum)
- 2004: Veer und Zaara – Die Legende einer Liebe (Veer-Zaara)
- 2005: Black
- 2005: Bunty Aur Babli
- 2005: Die Schöne und der Geist (Paheli)
- 2005: The Rising – Aufstand der Helden (Mangal Pandey – The Rising)
- 2006: Kabhi Alvida Naa Kehna – Bis dass das Glück uns scheidet (Kabhi Alvida Naa Kehna)
- 2006: Baabul
- 2007: Papa gibt Gas – Eine Familie ist nicht zu stoppen (Ta Ra Rum Pum)
- 2007: Laaga Chunari Mein Daag – Der Weg einer Frau (Laaga Chunari Mein Daag)
- 2007: Om Shanti Om (Gastauftritt)
- 2007: Saawariya
- 2008: Ein Engel zum Verlieben (Thoda Pyaar Thoda Magic)
- 2008: Ein göttliches Paar (Rab Ne Bana Di Jodi; Tanzauftritt)
- 2009: Luck by Chance – Liebe, Glück und andere Zufälle (Luck by Chance; Gastauftritt)
- 2009: Mein Herz ruft nach Liebe – Dil Bole Hadippa! (Dil Bole Hadippa)
- 2011: No One Killed Jessica
- 2012: Meenakshi und der Duft der Männer (Aiyyaa)
- 2012: Talaash: The Answer Lies Within
- 2013: Bombay Talkies
- 2014: Mardaani
- 2018: Hichki
- 2023: Mrs. Chatterjee vs. Norway